# 哈大铁路浑河大桥
哈大铁路浑河大桥连接沈阳站与苏家屯站，是沈大铁路与哈大高铁的一部分。

## 特点
这座桥采用“筑岛围堰”的方法，并利用了移动移动模架造桥机进行预制箱梁施工。